# I nuovi tartufi
I nuovi tartufi è una commedia scritta da Giovanni Verga nel 1865. Il manoscritto autografo riporta la data di stesura del 14 dicembre 1865.
L'opera fu originariamente inviata ad un concorso, indetto a Firenze dalla Società di incoraggiamento all'arte teatrale, ma non venne menzionata dai giornali dopo la rappresentazione, avvenuta nel 1867, sebbene fossero elencate le altre 25 opere partecipanti. L'edizione della commedia avvenne solo nel 1980.